# Parartocarpus
Parartocarpus é um género botânico pertencente à família Moraceae.